# Stefan Ryłko
Stefan Ryłko CRL (ur. 10 czerwca 1923 w Ujsołach, zm. 2 stycznia 2015 w Krakowie) – polski zakonnik, profesor prawa kanonicznego.

## Życiorys
4 lutego 1943 wstąpił do Zakonu Kanoników Regularnych Laterańskich. 21 kwietnia 1947 złożył śluby wieczyste.
W latach 1945–1950 uczęszczał na studia filozoficzno-teologiczne na Wydziale Teologii Uniwersytetu Jagiellońskiego w Krakowie. Święcenia kapłańskie przyjął 3 lipca 1949 z rąk biskupa Stanisława Rosponda.
W latach 1949–1950 wikariusz i katecheta w Krakowie, 1950-1957 wikariusz w Drezdenku, a w okresie 1957-1961 wikariusz i katecheta w Gietrzwałdzie. W latach 1961–1963 pracownik Kurii Biskupiej w Krakowie. W 1963 ponownie przeniesiony do Gietrzwałdu, gdzie do 1967 pełnił funkcję proboszcza.
Był referentem ds. procesów beatyfikacyjnych i kanonizacyjnych w diecezji krakowskiej oraz w archidiecezji lwowskiej, postulatorem beatyfikacji i kanonizacji wielu błogosławionych i świętych polskich.
Na szczeblu diecezji prowadził lub przygotowywał procesy kanonizacyjne m.in.: św. Stanisława Kazimierczyka CRL, św. Jadwigi Królowej, św. Rafała Kalinowskiego, św. Jana Sarkandera, św. Szymona z Lipnicy, św. Siostry Faustyny i św. Brata Alberta Chmielowskiego.
Wicepostulator w procesie beatyfikacyjnym Jana Pawła II.